# XIII. János pápa
XIII. János (latinul: Ioannes), (? – 972. szeptember 6.) volt a 135. római pápa 965 szeptemberétől haláláig. Ekkor már egy új hatalom határozta meg a pápaválasztás kimenetelét, a német-római uralkodók. János trónra emelésében is hathatós szerepet vállalt I. Ottó császár,azonban az arrogáns természetű egyházfőt csak nehezen tudta elfogadni a római nemesség.

## Élete
Rómában született, egy régi, nagy hatalommal bíró nemesi családban, amely nem is olyan sokkal korábban még egyedüli uralója volt az örök városnak. Az idősebb Theodora és Theophülaktosz consul unokája volt. János a római egyház szolgálatába lépett, és néhány év múltán felszentelték Narni püspökének. Amikor XII. János pápa meghalt, és Ottó kisebb huza-vona után végül Leót ültette a pápai trónra a városi nemesek és a klérus rádöbbent, hogy a római herceg-zsarnokok korából hirtelen átcsöppentek a német-római császárok diktálta pápaválasztások korába. A rómaiak minden igyekezetükkel függetleníteni akarták kiváltságukat a császári hatalomtól, de ez egyszer már megbukott. Amikor VIII. Leó meghalt, a város kérte Ottót, hogy engedje visszatérni a trónra az elűzött V. Benedeket, de az uralkodó nem engedett, és hamarosan Benedek is meghalt Hamburgban. Az így összeült zsinat Ottó követeinek jelenlétében választott új caput eclesiaet. A választás pedig Jánosra esett, akit 965. október 1-jén szenteltek fel.
Az új pápa pontosan tudhatta, hogy hivatalát Ottónak köszönheti, ezért pontifikátusa alatt végig szívélyes kapcsolatot tartott fenn vele. De gyakran megfeledkezett arról, hogy a császári érdekek mellett néha érdemes közvetlen környezetének érdekeit is figyelembe venni. A nemesség kezdeti támogatása hamar az ellenkezőjébe csapott át, amikor János kemény kézzel megtorolta a kiváltságosok túlkapásait, és azokat saját maga használta ki. A feldühödött rómaiak decemberben fellázadtak ellene, elfogták és az Angyalvárba zárták. Kis idő múlva Rómából is eltüntették, és egy campanai erődbe zárták.
Kapcsolatai és vagyona miatt az egyházfőnek hamarosan sikerült megszöknie börtönéből, de Rómába nem térhetett vissza; végül Capua hercege, Pandulf fogadta be. A római ellenállás egészen addig fennmaradt, amíg Ottó a seregével újra Itália földjére nem lépett. Amikor a nemesek megneszelték a bajt, visszaengedték Jánost a szent városba. Így 966. november 14-én a Laterán ismét pápai lakhely lett. A császár nem fordult vissza, és decemberben Rómába érkezett, ahol könyörtelenül megtorolta a lázadást.
A császári segítség után János még szorosabb viszonyba került a világi hatalommal, és 967-ben elkísérte Ottót Ravennába, ahol áprilisban zsinatot tartottak. Itt született meg a Magdeburg központú metropolita egyház terve, amely szláv területekre is kiterjedt. Továbbá Ottó rendeletének hatására a ravennai egyházmegye ismét a pápai állam része lett. A császárság és pápaság szövetségét megpecsételendő, 967 karácsonyán II. Ottó, Nagy Ottó gyermeke érkezett Rómába, ahol János apja társcsászárává koronázta meg a 12 éves örököst.
Az egyházfő támogatta Ottó tervét, amely a keleti és nyugati egyházak megbékélését célozta meg. Ennek keretében II. Ottó feleségének választották a bizánci császár unokahúgát, Theophano hercegnőt. A házasságot Rómában tartották meg, és maga XIII. János vezette le a ceremóniát. Az akkori világ legnagyobb pompájával rendezték meg a szövetséget jelentő esküvőt 972. április 14-én, amelyen I. János bizánci császár is részt vett. A magdeburgi érsekség régóta húzódó ügye végül 968-ban révbe ért. 968 karácsonyán Adalbert apátot szentelték fel az érsekség első vezetőjévé. Ezen kívül palliumot adományozott még több dél-itáliai egyházmegyének is. Metropolita rangra emelte Capuát, meghálálva a hercegnek a védelmet, és 969-ben Benevento is megkapta a megtisztelő rangot. János gyakran szólt bele az angol és francia egyházi hierarchia kérdéseibe is. II. Boleszláv cseh fejedelem nyomására beleegyezett a prágai központú egyház megalapításába, de ennek megvalósítása még éveken keresztül váratott magára. Végül 972. szeptember 6-án halt meg.

## Művei
- Documenta Catholica Omnia (latin nyelven). (Hozzáférés: 2011. december 6.)